# Ruhstorf an der Rott
Ruhstorf an der Rott é um município da Alemanha, situado no distrito de Passau, no estado da Baviera. Tem 51,39 km² de área, e sua população em 2019 foi estimada em 7.135 habitantes.